# 岡田泰平
岡田 泰平（おかだ たいへい、1971年 - ）は、日本の歴史学者。専門は東南アジア近現代史。東京大学大学院総合文化研究科教授、地域研究コンソーシアム（JCAS）運営委員長。

## 人物・経歴
東京都出身。1986年渋谷区立代々木中学校卒業。1990年マニラ・インターナショナル・スクール卒業。1995年北アリゾナ大学人文学部哲学科及び英語学科卒業。2003年一橋大学大学院言語社会研究科修士課程修了、修士（学術）。2008年同博士後期課程修了、博士（学術）。2010年成蹊大学文学部助教。2014年静岡大学大学院情報学研究科准教授。2017年東京大学大学院総合文化研究科准教授。2020年地域研究コンソーシアム（JCAS）運営委員長。2021年東京大学大学院総合文化研究科教授。専門は東南アジア近現代史、フィリピン史、アメリカ史、近代植民地主義研究。

## 著書
- 『「恩恵の論理」と植民地 : アメリカ植民地期フィリピンの教育とその遺制』法政大学出版局 2014年